# Influenza aviária subtipo H10
O vírus da influenza aviária subtipo H10 pertencem à família Orthomyxoviridae e são classificados com base em suas glicoproteínas de superfície hemagglutinina (HA). O subtipo H10 foi identificado como um subtipo de AIV encontrado em pássaros aquáticos. H10 AIVs são divididos em duas linhagens: Eurásia e América do Norte. Sete vírus da gripe aviária H10 (AIVs), H10N3 (n = 2), H10N7 (n = 1) e H10N8 (n = 4) foram isolados de galinhas na província de Zhejiang, leste da China, durante a vigilância de AIVs em mercados de aves vivas em 2016 e 2017.

## Evolução científica
Um vírus da gripe subtipo H10 foi isolado pela primeira vez de uma galinha na Alemanha em 1949.  H10 AIVs têm sido isolados com frequência crescente de espécies aviárias terrestres e aquáticas selvagens e domésticas. As primeiras infecções humanas com H10N7 AIV foram relatadas em 2004 no Egito. Dois casos adicionais foram então confirmados na Austrália em 2010.  O primeiro caso humano de uma cepa rara da gripe aviária conhecida como H10N3 foi relatado em april de 2021 em um homem de 41 anos no leste da China.